# Pac-Attack
Pac-Attack (japanisch パックアタック, Pakku-Atakku), in einigen Ländern auch Pac-Panic, ist ein Computer-Geschicklichkeitsspiel mit Puzzle-Elementen, welches ab Sommer 1993 für diverse Spielkonsolen veröffentlicht wurde.

## Spielprinzip
Das Spielprinzip ähnelt dem von Tetris, hat aber doch ein paar Eigenheiten. Wie im Vorbild fallen Blöcke hinab, jedoch bestehen diese aus drei statt vier Quadraten. Ist eine Reihe komplett gefüllt, löst sich diese auf und es werden Punkte gutgeschrieben. Zumeist sind auch die bekannten Geister vorhanden, jedoch tritt immer nur der rote, Blinky, auf. Wie auch die eingangs beschrieben Blöcke erscheint zufällig Pac-Man, jedoch nicht in Begleitung eines Blockes oder Geistes. Dieser muss nun geschickt platziert werden, um alle Geister, die auf gleicher Ebene oder darunter liegen, aufzufressen. Jedoch erreicht er nur zusammenhängende Grüppchen. Gelegentlich erscheint eine Fee (wenn die Leiste links voll ist) und lässt einen Teil der Blöcke verschwinden, was hilfreich ist. Wenn das Spielfeld bis zum oberen Rand gefüllt ist, bedeutet das ein Game over.
Das Spiel wird mit steigenden Level immer schneller. Ziel ist es, wie bei anderen Puzzlern auch, einen möglichst hohen Highscore zu erreichen.

## Kritiken
Von der deutschen Fachpresse erhielt das Spiel überwiegend gute Kritiken (bezogen auf die SNES-Version, welche auch als erstes erschien):
- Mega Fun 7/94: 85 % (Grafik 61 %, Sound 52 %)
- Total! 1/94: 2- (Grafik 3/6, Sound 4/6)[3]
- Video Games 1/94: 82 % (Grafik 45 %, Sound 68 %)[4]

Im „Klassik-Test“ der M! Games für das CD-i wird wie folgt gewertet:

„Sympathische Geschicklichkeitsgrübelei im “Tetris”-Format: Pac-Man und seine Lieblingsgespenster stapeln hoch.“